# Phil Smillie
Phil Smillie (Glasgow, 22 december 1955) is een Schotse folkmuzikant die al op zestienjarige leeftijd een van de oprichters was, samen met Roy Gullane, van de befaamde Schotse folkband The Tannahill Weavers. Phil speelt fluit, tin-whistle, bodhrán en is een van de zangers van de groep. Een aantal van de nummers die de band speelt is geschreven door Phil.

## Discografie
Met The Tannahill Weavers
- Alchemy - Green Linnet Records 1210 (2000)
- Epona - Green Linnet Records 1193 (1998)
- The Tannahill Weavers Collection : Choice Cuts 1987 – 1996 - Green Linnet Records 1182 (1997)
- Leaving St. Kilda - Green Linnet Records 1176 (1996)
- Capernaum - Green Linnet Records 1146 (1994)
- The Mermaid's Song - Green Linnet Records 1121 (1992)
- Cullen Bay - Green Linnet Records 1108 (1990)
- Best of the Tannahill Weavers 1979 – 1989 - Green Linnet Records 1100 (1989)
- Dancing Feet - Green Linnet Records 1081 (1987)
- Land of Light - Green Linnet Records 1067 (1985)
- Passage - Green Linnet Records 3031 (1983)
- Tannahill Weavers IV - Hedera Records 104 (1981)
- The Tannahill Weavers (Scotstar Award Winner) - Hedera Records 103 (1979)
- The Old Woman's - Dance Hedera Records 102 (1978)
- Are Ye Sleeping Maggie? - Hedera Records 101 (1976)

Op compilatie-albums:
- Season of mists: a Collection of Celtic moods - 1997
- Traditional Music of Scotland - 1997